# 最長筋
最長筋（さいちょうきん、英語: longissimus muscle）は、脊柱起立筋のうち、中間に位置する筋肉である。
最長筋は、更に頭最長筋 (musculus longissimus capitis)、胸最長筋 (musculus longissimus thoracis)、頸最長筋 (musculus longissimus cervicis)の、3筋に分類される。